# Mosonszolnok
Mosonszolnok is een plaats (község) en gemeente in het Hongaarse comitaat Győr-Moson-Sopron. Mosonszolnok telt 1585 inwoners (2001).